# ヴィッセルLive!
ヴィッセルLive!（ヴィッセルライブ）とは、サンテレビジョンで放送されるJリーグ・ヴィッセル神戸戦の実況中継番組である。

## 概要
サンテレビジョンは、ヴィッセル神戸がJリーグに参入してから2003年までは一部のホーム戦中継を行っていたが、その後はプロ野球中継（阪神タイガース戦、オリックス・バファローズ戦の自社制作。一時期は福岡ダイエーホークス戦 の自社制作 や、前記3球団が関与しない場合を含めた他の独立局 が制作した中継のネット受けも）を最優先に編成していたことや、放送権の都合もあり、試合中継を行っていなかった。
しかし、2016年に1試合 のみながらヴィッセルのホームゲーム中継を再開。DAZNがJリーグ公式戦の中継に参入した2017年シーズンからは、JリーグがDAZN制作分の中継映像に関して著作権を保有するようになった。そこでサンテレビでは、DAZN向けの中継映像 をベースに自社で独自に実況を挿入するスタイルで、ヴィッセル神戸のリーグ戦中継の本格化に乗り出した。なお、当番組の立ち上げに際しては、楽天株式会社（ヴィッセル神戸の大株主）がグループ単位でスポンサーに付いている。
基本的にプロ野球阪神戦中継や中央競馬中継と重複しない日程の試合を中継するが、競馬中継の裏開催となった同年12月2日のシーズン最終節の対清水戦と2018年の3試合を中継録画形式で放送したことがある。サンテレビは2015年を最後に阪神戦以外のプロ野球中継（オリックス戦の自社制作 や他の独立局からのネット受けなど）を取りやめているため、阪神戦中継のない日のスポーツ中継としての役割を事実上引き継いでいる。
FCバルセロナのミッドフィルダーとして世界のサッカー界で名を馳せていたアンドレス・イニエスタがヴィッセルに在籍した時期（2018年7月 - 2023年7月）には、Jリーグにおけるイニエスタのデビューゲーム（2018年7月22日の対湘南ベルマーレ戦）とラストゲーム（2023年7月1日の対北海道コンサドーレ札幌戦）がナイトマッチとしてノエビアスタジアム神戸で組まれていたことから、いずれの試合も当番組で生中継。後者については、「イニエスタのヴィッセルラストゲーム」と銘打って、日本国内の地上波テレビ局では唯一（試合後の退団セレモニーを含めた）生中継を19:00 - 21:55に実施した。

## 出演者
- 解説 - ヴィッセルのOBから1名（朴康造→河本裕之）
- 実況 - 湯浅明彦（サンテレビアナウンサー）
- ピッチリポーター  - 橋本航介（同上）